# Arnolt Bronnen
Arnolt Bronnen (Vienna, 19 agosto 1895 – Oranienburg, 12 ottobre 1959) è stato un drammaturgo e regista austriaco.

## Biografia e carriera
Bronnen nacque a Vienna, in Austria da padre ebreo e madre cristiana. La sua opera di esordio è il dramma espressionista Parricidio (Vatermord, 1922) Secondo la Cambridge Guide to Theatre, l'"espressionismo erotico, antiborghese, nero" del dramma "suscitò scalpore" tra il pubblico.
Bronnen scrisse anche La nascita della gioventù (Geburt der Jugend, 1922) e Die Excesse (1923). Dopo aver collaborato contemporaneamente a vari progetti cinematografici e teatrali, nel 1923 Bronnen codiresse insieme a Bertolt Brecht una versione condensata del dramma Pastor Ephraim Magnus (un'opera nichilista ed espressionista, secondo la Cambridge Guide, "piena di perversioni e motivi sado-masochistici" ) di Hans Henny Jahnn.
Nel 1933 Bronnen firmò il Gelöbnis treuester Gefolgschaft, un "giuramento di fedeltà assoluta" ad Adolf Hitler; dopo la Seconda Guerra Mondiale aderì al comunismo.
Bronnen morì a Berlino Est ed è sepolto nel cimitero di Dorotheenstadt.